# 마리 폰 베체라
마리 알렉산드리네 폰 베체라 남작부인(독일어: Marie Alexandrine von Vetsera, 1871년 3월 19일 ~ 1889년 1월 30일)은 오스트리아-헝가리 제국의 귀족으로 루돌프 폰 외스터라이히웅가른 황태자의 연인이기도 하다.

## 생애
1871년 3월 19일 오스트리아 빈에서 알빈 폰 베체라(Albin von Vetsera) 남작과 헬레네 발타지(Helene Baltazzi)의 막내딸로 태어났다. ‘마리’라는 이름은 그녀의 외할아버지의 후처 메리(Mary)의 독일어식 이름이다.
그의 아버지인 알빈은 1870년 프란츠 요제프 1세 황제로부터 남작 작위를 받았으며 오스트리아 궁정에서 외교관으로 근무했다. 그의 어머니인 헬레네는 오스만 제국의 지배를 받았던 그리스 히오스섬에 거주했던 부유한 그리스인 가문 출신이다. 그의 형제 자매로는 언니인 요하나(Johanna), 오빠인 라디슬라우스(Ladislaus), 프란츠 알빈(Franz Albin)이 있었다.
1888년 11월 루돌프 폰 외스터라이히웅가른 황태자가 그의 사촌인 마리 라리슈 폰 뫼니히 백작부인(Marie Larisch von Moennich, 루돌프 황태자의 어머니 엘리자베트 폰 외스터라이히웅가른 황후의 큰오빠인 루트비히 빌헬름(Ludwig Wilhelm) 바이에른 공작의 딸)을 통해 마리아 폰 베체라를 소개받으면서 두 사람은 가까워졌다. 1889년 1월 30일 루돌프 황태자가 아버지 프란츠 요제프 1세 황제와의 반목으로 인해 마이얼링 사냥용 별장에서 권총 자살하던 과정에서 마리아 폰 베체라도 동반 자살했다.

## 사진

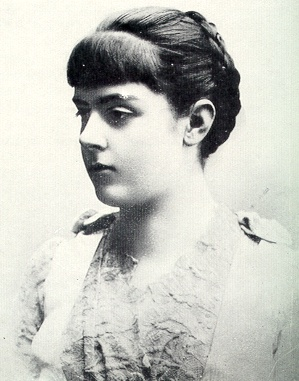
마리 폰 베체라의 사진
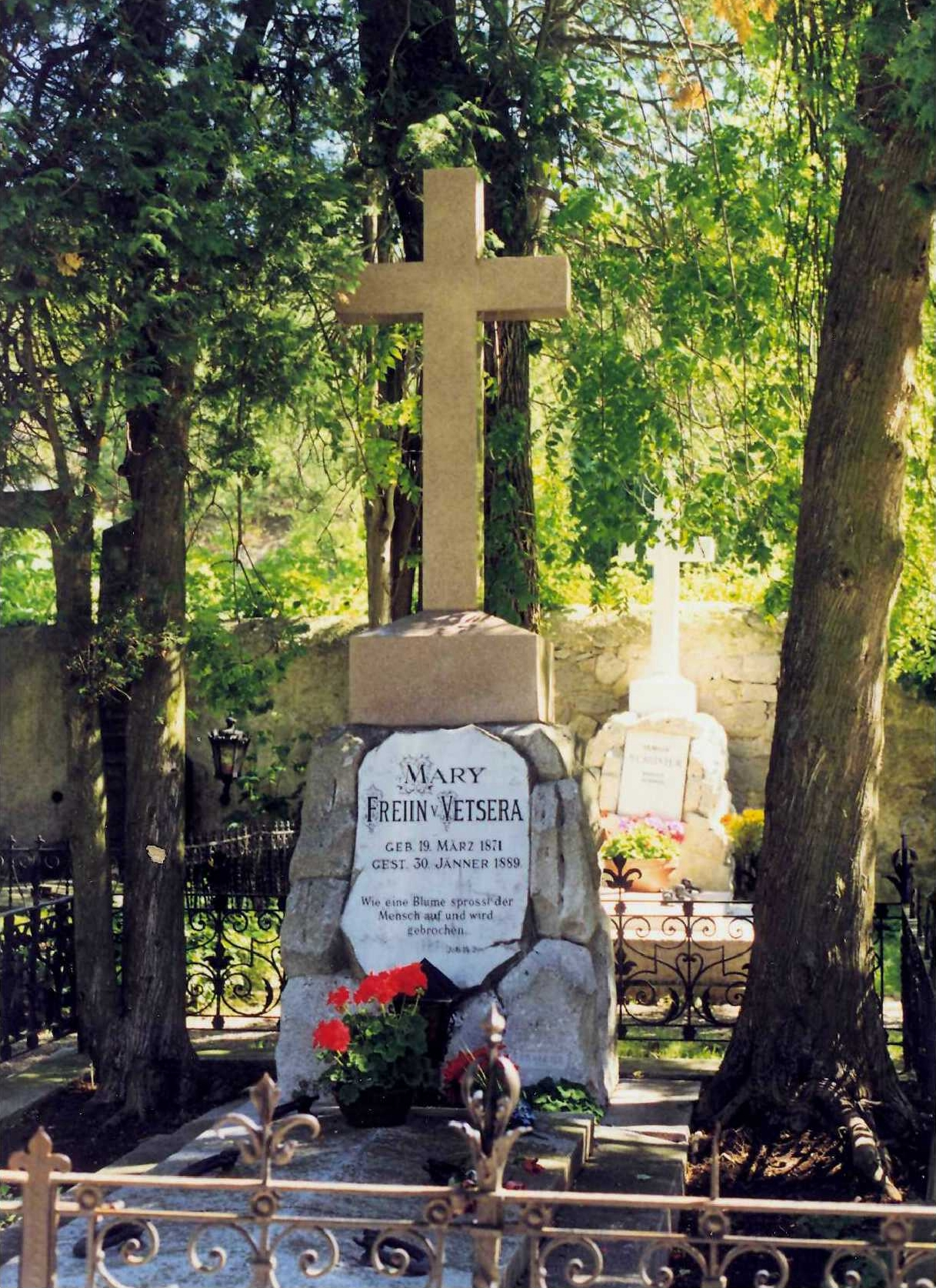
마리 폰 베체라의 무덤